# 東新道町
東新道町（ひがししんみちまち）は、愛知県名古屋市東区の地名。

## 歴史

### 町名の由来
新道筋もしくは竪新道と称した通りがあり、新道町と同名を避け、東新道町と命名したものである。

### 沿革
- 1871年（明治4年） - 新道筋に愛知郡東新道町として成立[3]。
- 1878年（明治11年）12月20日 - 名古屋区成立に伴い、同区東新道町となる[3]。
- 1889年（明治22年）10月1日 - 名古屋市成立に伴い、同市東新道町となる[3]。
- 1908年（明治41年）4月1日 - 東区成立に伴い、同区東新道町となる[3]。
- 1976年（昭和51年）1月18日 - 東区東桜二丁目および泉二丁目・泉三丁目にそれぞれ編入され消滅[4]。